# Karl-Erivan Haub
Karl-Erivan Warder Haub (* 2. März 1960 in Tacoma, Washington; verschwunden und für tot erklärt mit Todestag am 7. April 2018) war ein Unternehmer mit deutscher und US-amerikanischer Staatsbürgerschaft.
Bis zu seinem Verschwinden am 7. April 2018 in Zermatt war er geschäftsführender und persönlich haftender Gesellschafter der Unternehmensgruppe Tengelmann.

## Leben
Als ältester von drei Söhnen der Eheleute Erivan (1932–2018) und Helga Haub, geborene Otto, wuchs er hauptsächlich in Wiesbaden auf und wurde in der Familie „Charly“ genannt. Seine beiden jüngeren Brüder sind Georg und Christian Haub.
Ab 1989 war er mit Katrin, geborene Haubold, verheiratet, der Tochter von Christoph Haubold, einem ehemaligen Manager von Rewe, der nach der Heirat seinen dortigen Vorstandsposten geräumt hatte. Haub hatte mit seiner Frau zwei Kinder, Zwillinge, und wohnte bis zu seinem Verschwinden mit seiner Familie in Köln. Er war in seiner Freizeit Skifahrer und lief Marathon.
Neben einer Berufsausbildung zum Einzelhandelskaufmann in der Unternehmensgruppe Tengelmann absolvierte Haub an der Hochschule St. Gallen von 1978 bis 1983 ein Studium der Wirtschaftswissenschaften, das er als lic.oec. abschloss.
Nach ersten Berufserfahrungen bei Nestlé Foods in Solon wechselte er 1986 zur Unternehmensberatung McKinsey in Düsseldorf. 1991 trat er in das familieneigene Unternehmen ein und war dort für den Aufbau Ost zuständig. Ein Jahr später wurde er Stellvertreter seines Vaters, des allein geschäftsführenden Gesellschafters.
1997 übernahm Haub die Verantwortung für das operative Geschäft in Europa. Nach dem Ausscheiden ihres Vaters im Jahr 2000 führten die Brüder Karl-Erivan und Christian W. E. Haub das Unternehmen als Komplementäre.
2007 wurde Haub zum Präsidenten des deutschen Family Business Network (FBN) gewählt und 2015 zum Chairman des FBN-International. Haub trieb im Familienunternehmen die Konsolidierung voran. Er stockte die Beteiligungen am Baumarktfranchise Obi auf, verkaufte einige Teile der Auslandsbeteiligungen der Handelskette Plus und fusionierte den deutschen Teil dieser Kette mit der Edeka-Tochter Netto Marken-Discount.
2009 begann Haub, sich mit der Tochtergesellschaft Tengelmann Ventures im E-Commerce zu engagieren. Das Unternehmen investiert in Start-up-Unternehmen aus den Bereichen Consumer Internet, Marketplaces und Technologie und entwickelte sich mit rund 40 Beteiligungen zu einem der führenden Risikokapital-Investoren in Deutschland.

## Verschwinden
Am 7. April 2018 verschwand Haub während seines Trainings für das traditionsreiche, von der Schweizer Armee organisierte Skibergsteigrennen Patrouille des Glaciers im Matterhorn-Gebiet. Er galt als sehr erfahrener Skibergsteiger und hatte mehrmals an diesem Rennen teilgenommen. Gegen 9:10 Uhr zeichnete eine Videokamera in der Bergstation Klein Matterhorn ihn letztmals auf; von dort verliert sich seine Spur.
Am 13. April teilte Haubs Familie mit, keine Hoffnung mehr zu haben, ihn noch lebend zu finden, da nach mehr als einer Woche „in den extremklimatischen Bedingungen eines Gletschergebietes“ praktisch keine Überlebenswahrscheinlichkeit mehr bestehe. Eine Intensivierung der Suche war erst nach der Schneeschmelze möglich.
Am 8. Juni 2018 fand für ihn und seinen im März verstorbenen Vater Erivan Haub eine Trauerfeier statt.
Im Oktober 2018 wurde die Suche „wegen fehlender Erfolgsaussichten“ eingestellt.
Im Oktober 2020 beantragten seine Brüder zusammen mit der Warenhandelsgesellschaft Tengelmann beim Amtsgericht Köln, Karl-Erivan Haub für tot zu erklären.
Dadurch wurde ein Zerwürfnis zwischen den Brüdern und Haubs Ehefrau öffentlich bekannt, da Letztere eine Todeserklärung vermeiden wollte, um nicht mit ihren Kindern aus dem Gesellschafterkreis des Familienunternehmens ausscheiden zu müssen.
Am 18. Januar 2021 wurde bekannt, dass Georg Haub seinen Antrag auf Todeserklärung beim Amtsgericht Köln zurückgezogen hatte, während die Anträge seitens Christian Haubs und der Unternehmensgruppe Tengelmann aufrechterhalten blieben.
Im November 2020 wurden Mutmaßungen bekannt, Haub habe ein geheimes Doppelleben geführt und sei womöglich mit einer Geliebten in Russland abgetaucht. Er war ohne Begleitung eines Bergführers aufgebrochen und es wurde spekuliert, er könnte vom Kleinen Matterhorn nach Italien abgefahren und von dort aus unerkannt weitergereist sein.
Es zeigte sich, dass Haub über zehn Jahre lang regelmäßig Kontakt mit einer Mitarbeiterin einer Sankt Petersburger Event-Agentur gepflegt hatte, die die Geburtstagsfeier seiner Mutter organisiert hatte. Nach dem Tod seines Vaters am 6. März 2018 intensivierte sich die Affäre, und am Tag vor seinem Verschwinden telefonierte Haub stundenlang mit der Frau. In der Folgezeit kündigte sie ihre Stelle und zog nach Moskau. Haub soll nach Aussage von Bekannten neben der US-Bürgerschaft und seinem deutschen Pass insgeheim auch die russische Staatsbürgerschaft besessen haben. Des Weiteren war zu erfahren, dass zwischen 2010 und 2015 bei Tengelmann Unternehmensgelder in zweistelliger Millionenhöhe zweckentfremdet worden waren, die großenteils in Russland versickert sein sollen. Interne Überprüfungen der Geldströme seitens der Revisionsabteilung habe Haub nach Verdachtsmeldungen untersagt. Auch wurde bekannt, dass er Geschäftspartner, Leibwächter, Nachbarn und auch die Familie beschatten ließ. Allein die Beschattung seines Bruders Georg durch eine Detektei aus Hannover kostete acht Millionen Euro.
Auf Antrag seines Bruders und – nach anfänglicher Weigerung – später auch Karl-Erivan Haubs Gattin und der Kinder erließ das Amtsgericht Köln am 16. März 2021 das Aufgebot für eine Todeserklärung und setzte eine Frist bis zum 12. Mai: Sollte sich bis dahin weder der Verschollene noch jemand anders gemeldet haben, der Wissen über seinen Verbleib habe, werde der Tag des Verschwindens als Todesdatum festgesetzt.
Das Amtsgericht Köln entschied nach Ablauf dieser Frist, ihn per 7. April 2018, 24:00 Uhr, für tot zu erklären, und veröffentlichte diese Entscheidung am 14. Mai 2021.
Im Mai 2023 erschien das Buch Die Akte Tengelmann und das mysteriöse Verschwinden des Milliardärs Karl-Erivan Haub der investigativen Journalistin Liv von Boetticher über ihre bis dato zweijährigen Recherchen zu angeblichen dubiosen Geschäften Haubs in Russland. In diesem Zusammenhang hatte sie im Mai 2021 Kenntnis von zwei Fotos von Überwachungskameras erlangt und sie auch einsehen können, die angeblich Karl-Erivan Haub im Februar 2021 in Moskau zeigten und die auch Christian Haub gekannt haben musste, da sie ursprünglich auf sein eigenes Betreiben hin beschafft worden waren. Die Bilder sollen vom Februar 2021 stammen und wurden von zwei auf die Analyse biometrischer Merkmale spezialisierten Gutachtern mit einer Sicherheit von 99 bzw. 85 % Karl-Erivan Haub zugeordnet. Im Mai 2021 später jedoch gab Christian Haub unaufgefordert eine Versicherung an Eides statt ab, keine belastbaren Kenntnisse über ein mögliches Fortleben seines Bruders zu haben. Daraufhin erstattete Liv von Boetticher Strafanzeige gegen Christian Haub, und im April 2024 ließ die Staatsanwaltschaft verlautbaren, sie habe entsprechende Ermittlungen aufgenommen.
Auch der Stern berichtete am 23. Mai 2023 in einer auf von Boettichers Buch basierenden Titelstory, Haub sei möglicherweise lebend in Moskau gesichtet worden.
Im März 2025 wurden die beiden fraglichen Fotos, welche Haub im Jahr 2021 in Moskau zeigen sollen, vom Manager Magazin veröffentlicht. Das Magazin berief sich dabei auf die beiden von Christian Haub beauftragten Privatermittler, denen die Bilder von dem Sicherheitsdienstleister Interfor zugespielt worden waren. In diesem Zusammenhang erfuhr die Öffentlichkeit, dass auch die amerikanische Bundespolizei FBI und der Geheimdienst CIA nach Haubs Verschwinden mit eigenen Teams vor Ort in der Schweiz gewesen waren, um auf eigene Faust Spuren zu sichern und nach seinem Verbleib zu forschen.
Als wahrscheinliches Motiv für das vordergründig nicht immer nachvollziehbare Gebaren des Christian Haub, aber auch seiner Schwägerin Katrin und ihrer Kinder, gilt ein Tauziehen um die milliardenschweren Firmenanteile des angeblich Verstorbenen.
Die tatsächlichen Hintergründe und Geschehnisse liegen (Stand August 2025) somit weiterhin im Dunkeln. Dem Handelsblatt vom 23. März 2025 zufolge existieren für die Ermittler drei mögliche Erklärungen für das Verschwinden Karl-Erivan Haubs:
- Unfalltod
- Freiwilliges Untertauchen
- Unfreiwilliges Verschwinden im Zusammenhang mit kriminellen Machenschaften, etwa der russischen Mafia.

## Auszeichnungen
Karl-Erivan W. Haub wurde am 3. Oktober 2002 vom Bürgermeister der sächsischen Gemeinde Hohndorf das Ehrenwappen verliehen.